# The Edge
David Howell Evans (født 8. august 1961 i London), også kendt som The Edge er guitarist og nogle gange pianist i det irske band U2.
Han har derudover medvirket i filmen "It Might Get Loud".